# Hellé Nice
Mariette Hélène Delangle, conhecida como Hellé Nice (Aunay-sous-Auneau, Eure-et-Loir, 15 de dezembro de 1900 — Nice, 1 de outubro de 1984) foi uma modelo erótica, dançarina e piloto de automóveis francesa, que muitas vezes teve que se prostituir ao longo da vida e da carreira e, ao final, foi praticamente esquecida.
Hélle Nice tinha um comportamento que, como por exemplo no Brasil onde correu nos anos 1930, chocava: fumava em público, usava unhas pintadas e os outros pilotos procuravam registrar fotos ao seu lado; é considerada a pioneira entre as mulheres do automobilismo de elite mundial, e disputou mais de 70 provas; sua postura visionária, transviada e corajosa influenciou outras mulheres, como a piloto gaúcha Nilza Campos Ruschel.
Seu caráter pioneiro, disputando em igualdade com os homens num tempo em que as mulheres ainda lutavam para ter o direito ao voto, deveriam colocá-la em pé de igualdade a outras figuras femininas da época, como Amelia Earhart.
Sua fama foi tão grande na América do Sul, sobretudo no Brasil onde sofreu um grave acidente, que muitas mães puseram em suas filhas o nome "Hellenice" em sua homenagem.

## Primeiros anos e contexto histórico

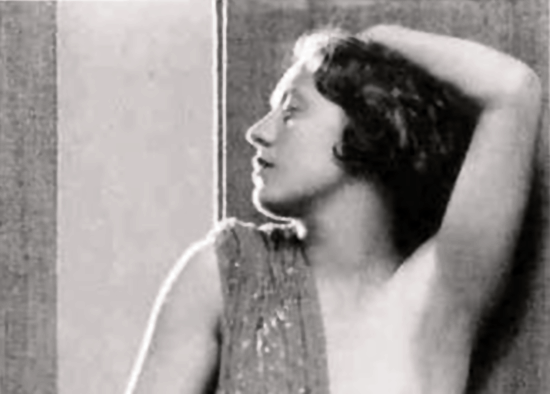
Nice, quando modelo erótica nos anos 1920.

Filha de Léon Delangle, o responsável pelo correio de sua cidade natal, e de Alexandrine Bouillie, Mariette mudou-se para Paris aos 16 anos e começou a posar para cartões eróticos antes de se tornar uma dançarina de cabaré, até vir a se tornar a principal atração do Casino de Paris onde, entre seus clientes, contava o famoso Maurice Chevalier.
Partindo de sua pequena aldeia rural, sem pudores na capital francesa, ela logo conseguiu atingir um grande sucesso nas altas rodas, usando o pseudônimo de Hélène Nice que mais tarde abreviou para Hellé Nice; logo ganhara tanto dinheiro que chegou a comprar um iate. Além da beleza física era dotada de grande carisma, muito entusiasmo e gosto pela aventura.
Depois de adquirir uma sólida reputação artística, em 1926 Hellé Nice passou a excursionar por cabarés na Europa, acompanhada por Robert Lisset, que também participava de seus números. Neste mesmo ano sobre ela escrevera o cronista Pierre Varenne: "Esta náiade revertida, abandonada, oscilante, totalmente nua, e totalmente flores".
Na Paris dos anos 1920 havia uma generalizada obsessão pelo automóvel, e os fabricantes procuravam publicitários que, para divulgar seus produtos, usavam figuras glamurosas para exibi-los - e assim as permitiam dirigi-los em corridas amadoras e em desfiles de moda que, então, chamavam concours d'elegance; também foi comum, neste período entreguerras, um culto às mulheres que praticavam alguma forma de atletismo, competindo em pé de igualdade com os homens de uma forma tal que em tempos recentes é difícil de se imaginar: algumas mulheres chegavam a amputar os seios para poder competir melhor.
Ingressar no automobilismo foi uma motivação que parece ter surgido de sua relação de amizade com dois proprietários de uma loja de carros parisiense, Marcel Mongin e Henri de Courcelles, junto a quem naquela década viajou por toda Europa competindo em corridas e, quando não estavam nesses ralis, praticavam o esqui, a vela e o montanhismo.
No princípio do ano de 1929, ao se desviar de uma avalanche, ela rompeu, esquiando em Megève (estação alpina francesa), os ligamentos do joelho; chegando aos 30 anos, compreendeu que não poderia continuar mais sua carreira nos palcos, terminando de vez as apresentações no Casino: resolveu então dedicar-se ao automobilismo.

## Carreira no automobilismo: a "rainha da velocidade"

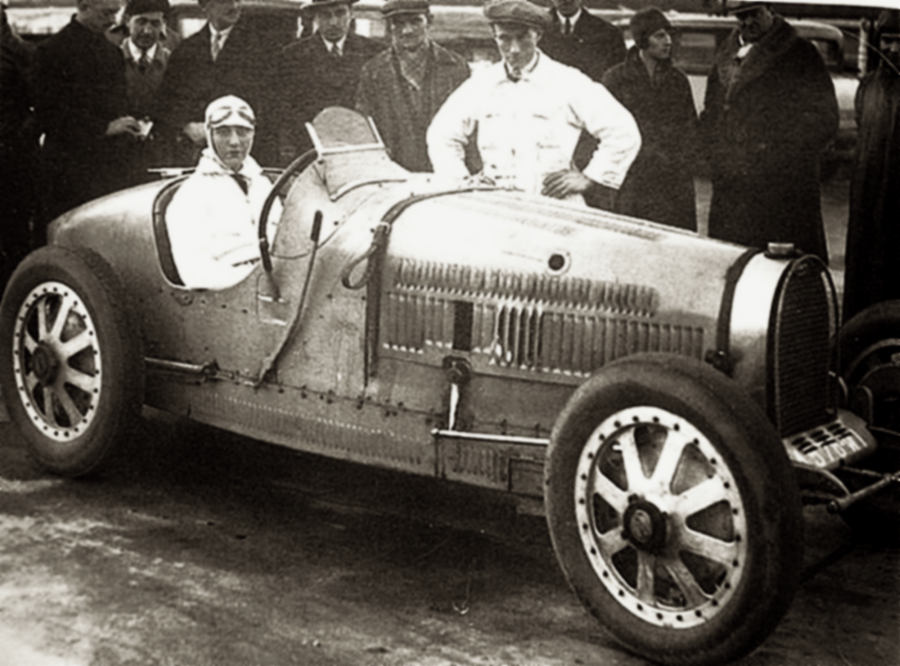
Nice no Bugatti com o qual bateu o recorde mundial de velocidade.

Com a ajuda de Mongin (e seu carro Omega-6), Hellé treinou e ganhou uma corrida de mulheres em junho de 1929; em dezembro do mesmo ano ela bateu o recorde mundial ao dirigir um Bugatti 35B a 195 km/h num percurso de 10 km na pista de Montlhéry, nos arredores de Paris - o que a fez por uma semana a mulher mais famosa do país, e receber o título de La Reine de Vitesse - a "Rainha da Velocidade". Este carro foi a leilão, em 2014, onde se esperava um resultado em torno de 3 milhões de dólares por ele.

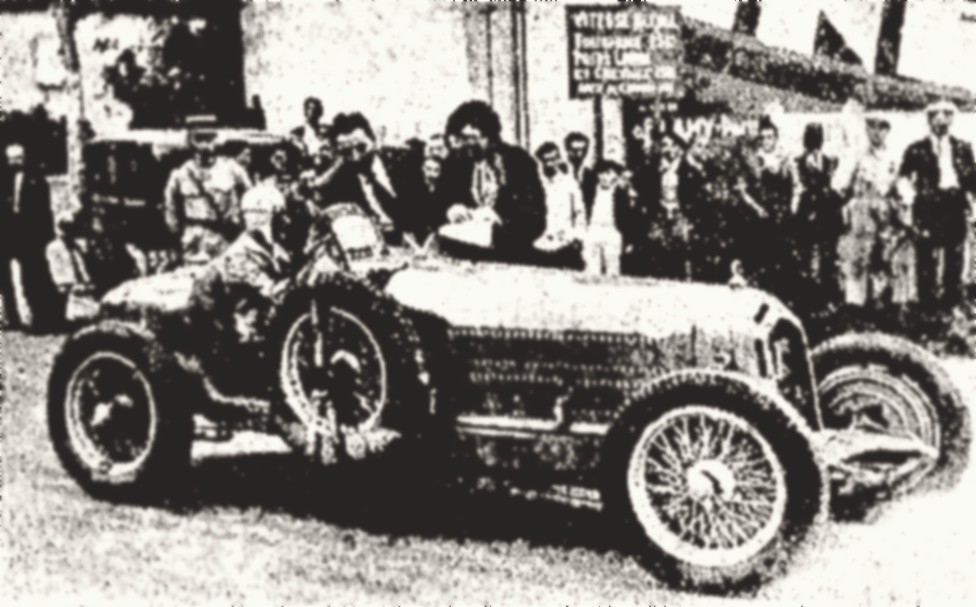
1934, Nice no seu Alfa Romeo, marca que no ano anterior assumiu ao deixar a Bugatti.

No ano de 1930 disputou uma corrida feminina nos Estados Unidos. Também neste ano seu amante Philippe de Rothschild apresentou-a a Ettore Bugatti, que lhe emprestou um veículo de sua marca para correr e ela terminou por comprá-lo no ano seguinte, quando disputou os grandes prêmios francês e italiano, encantando as multidões ao vê-la em pé de igualdade com os homens e, embora não tenha vencido nenhuma corrida, havia deixado muitos deles para trás: tamanha fama rendia-lhe bastante com as propagandas que era contratada para fazer.
Durante grande parte da década seguinte ela imprimiu seus maiores esforços por pilotar contra os melhores pilotos do sexo masculino; isto contudo não a colocou no topo entre as mulheres, posição que era ocupada por Elizabeth Junek que, como ela, também dirigia pela Bugatti. Competiu não apenas nos grand prix, mas excursionou por toda a Europa em circuitos rurais e ralis, onde a visão de muitos corredores que se acidentavam e morriam não a intimidaram, como no Grand Prix de Monza em que três pilotos morreram.
A parceria com a Bugatti durou até 1933, quando recebeu uma proposta melhor da Alfa Romeo e passou a correr com esta marca a partir da corrida de Monza até sua ida ao Brasil.

## Hellé Nice no Brasil: glória e quase morte

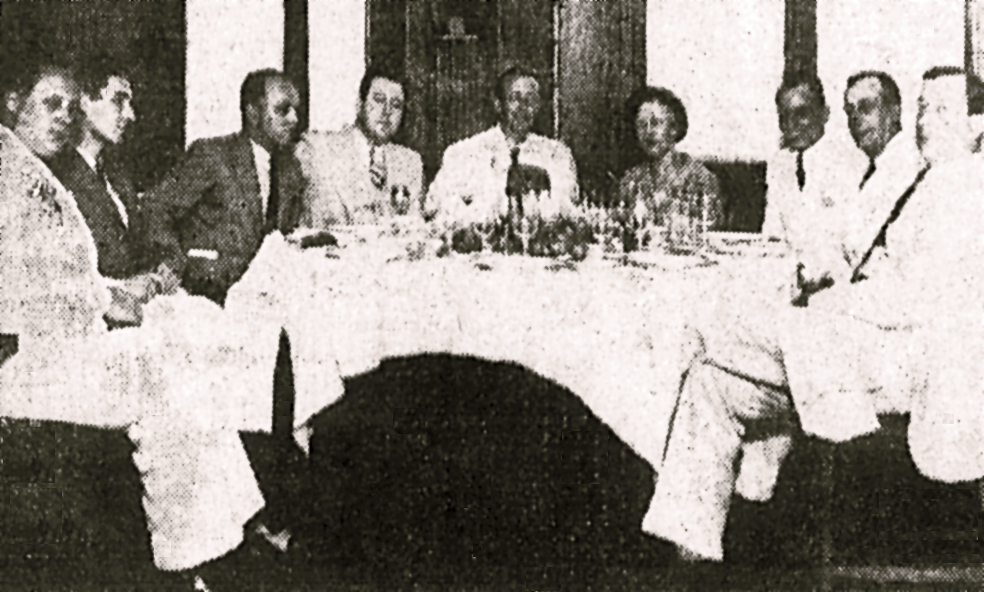
O Automóvel Clube do Brasil ofereceu um almoço à corredora, no Rio.

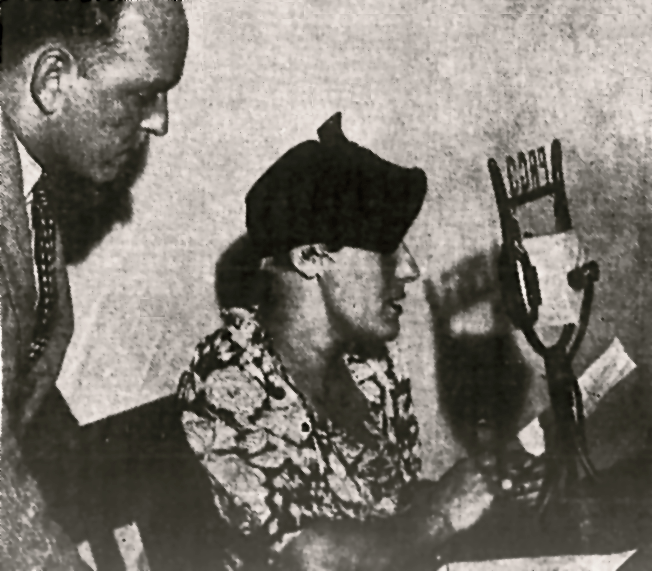
Nice falando pela Rádio Tupi (RJ).

A vinda da corredora para o Brasil a fim de disputar, no circuito da Gávea, o Grande Prêmio Cidade do Rio de Janeiro, foi acompanhada com grande expectativa pela imprensa de todo o país; Nice enviara ao Automóvel Clube um telegrama avisando que embarcaria no dia 13 de maio rumo ao Brasil.  Já em 26 de maio de 1936, por meio do telégrafo, o navio "Augustus", que a trazia junto a pilotos italianos, mandava notícias de que atracaria no dia seguinte. Seu mecânico era também amante, um italiano chamado Arnaldo Binelli (algumas fontes dizem-no francês, mas em entrevista assim que chegou ao Rio de janeiro Hellé declarou que o mesmo era suíço, e que em nome dele comprara o seu carro, pois assim burlava o embargo imposto à Itália, onde seu Alfa Romeo fora produzido - razão pela qual não tinha um carnê francês do veículo, o que dificultara sua liberação pela alfândega.).

Sua chegada, aguardada com grande ansiedade, mereceu grande atenção por parte dos brasileiros: o Automóvel Clube do Brasil oferecera-lhe um almoço, ela deu entrevistas às emissoras de rádio no dia 28 de maio; na Rádio Tupi leu um texto que também fazia propaganda da emissora: 
"Boa Noite. Estou muito contente em poder utilizar-me do Cacique do Ar para saudar o povo do Brasil. Sinto-me encantada com esta terra tão bonita e cativa do tratamento recebido dos brasileiros, sempre tão gentis e cavalheiros. Aos automobilistas do Brasil minha amizade sincera. Aos ouvintes da PRG-3 minhas saudações."
Explicando por que viera tão longe disputar uma prova, ela respondera a O Jornal: 
"Na França encerrou-se já a temporada de corridas, e como tal seria forçada a um grande período de inatividade. Hão de argumentar que a França não é o único país da Europa onde se fazem corridas de automóveis. Há outros grandes centros automobilísticos, como Itália e Alemanha. Devido às sanções, porém, impossível quase se torna o transporte de carros da França para aquele país e na Alemanha a vitória de outro qualquer carro que não Mercedes-Benz ou Auto-Union é a coisa mais irrealizável que existe. De há muito nutria grandes desejos de conhecer o Brasil. Por fotografias e conversações, ouvia falar deste maravilhoso país, e de suas famosas corridas: o Circuito da Gávea. Apresentando-se-me oportunidade para aqui correr, aproveitei-a logo e agora eis-me aqui entre vós, brasileiros, já integrada perfeitamente na intimidade deste hospitaleiro e simpático povo."

### Grande Prêmio Cidade do Rio de Janeiro

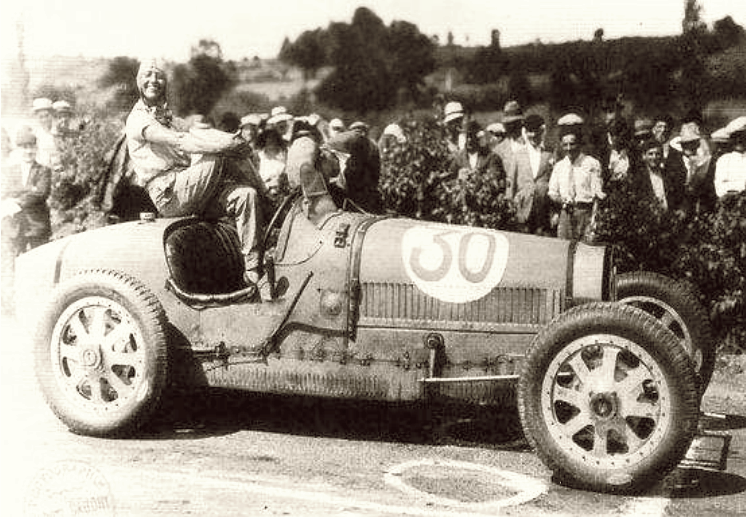
Hellé Nice no Rio de Janeiro, Circuito da Gávea, 1936.

Nas provas eliminatórias que tiveram início na terça-feira, 2 de junho, um grave acidente vitimou o piloto brasileiro Antônio Botelho; as autoridades intervieram e as provas de classificação foram suspensas, de forma que Hellé Nice e os italianos tiveram sua estreia brasileira adiada para dois dias depois, na quinta-feira.
Na sexta-feira, Nice anunciou que talvez não conseguisse disputar o rali, pois não acreditava encontrar a tempo um diferencial para substituir o que quebrara na véspera, durante as provas de classificação, fato que a impedira de classificar-se no primeiro pelotão.
No dia 7 de junho, numa deferência da organização da prova, Nice ocupou o primeiro pelotão em substituição ao outro piloto que se acidentara; o público estimado em cerca de quinhentas mil pessoas acompanhou com grande interesse o desempenho da única mulher que disputava em igualdade com os homens, e ela não decepcionou: na primeira volta saltou para o quarto lugar, chegou a ficar em terceiro e lutou para ali se manter, embora aos poucos fosse sendo ultrapassada, e abandonou a prova depois da 11ª volta de um total de 25.

### Primeiro Grande Prêmio “Cidade de São Paulo”

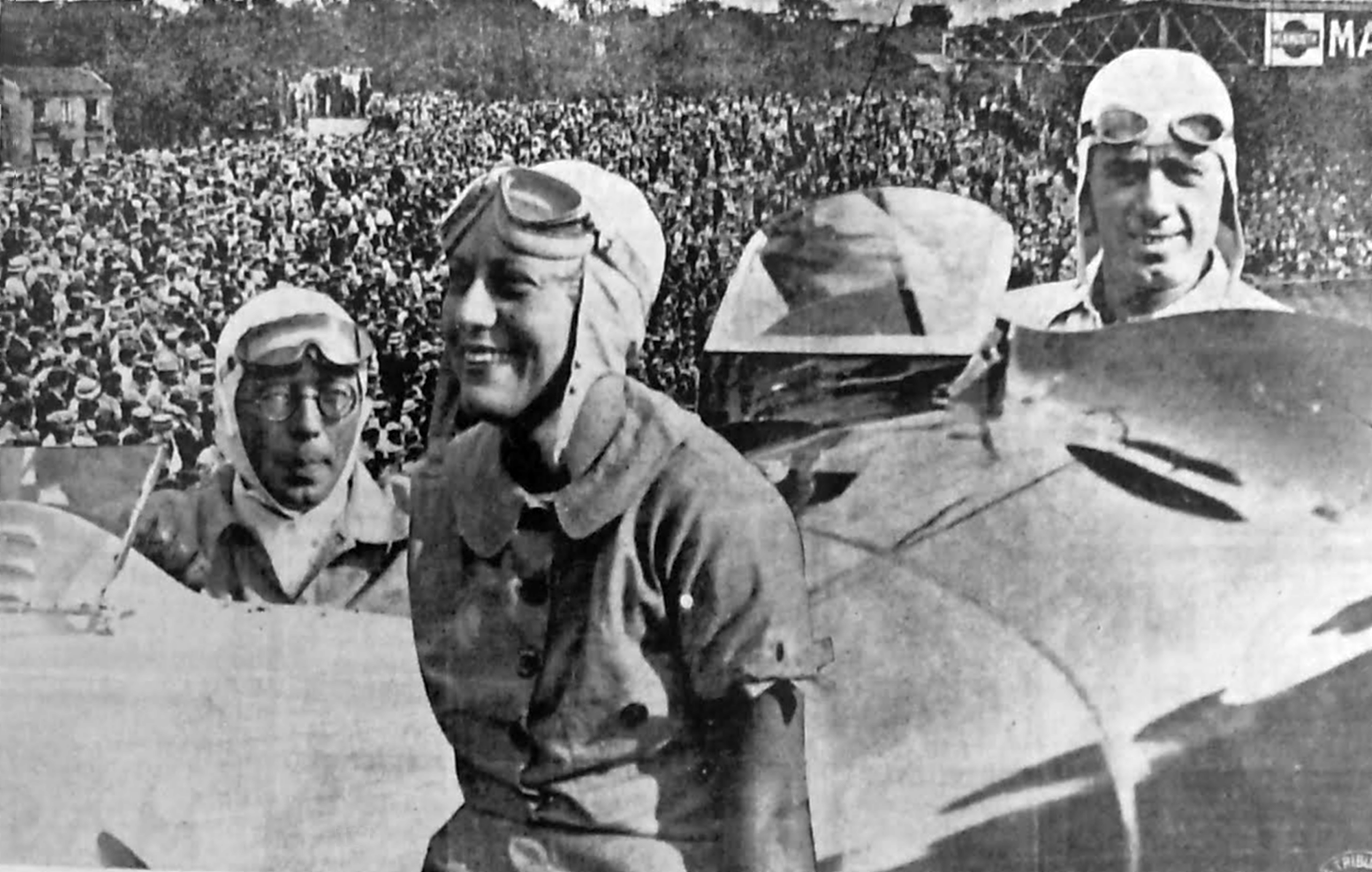
Fotomontagem de A Tribuna exibe os principais corredores: Teffé, Nice e Pintacuda.

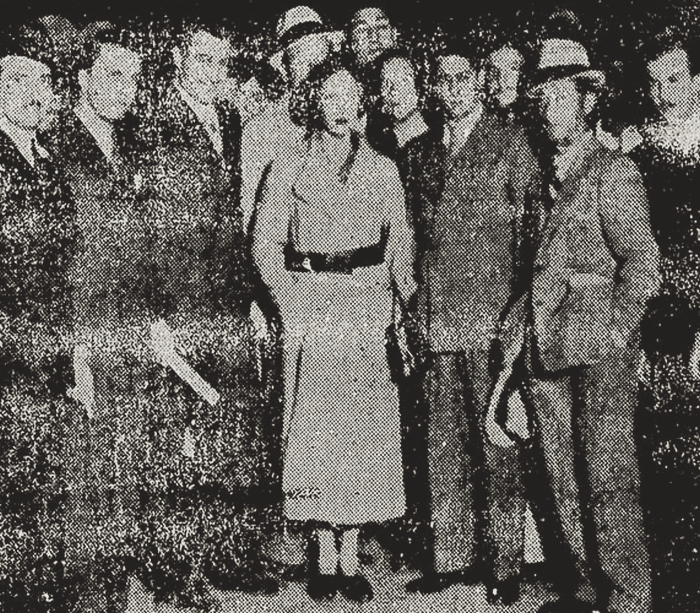
Nice chega a S. Paulo, uma multidão a recebe.

Os dias que antecederam a primeira edição da corrida de rua na capital paulista foram de grande expectativa do público quanto à participação ou não de Hellé Nice: no dia 25 de junho de 1936 a imprensa dava notícia que a corredora exigira do Automóvel Clube de São Paulo que só participaria do rali se tivesse todas as despesas de transporte e hospedagem pagas, e ainda um bônus de cinco contos de réis (cinco milhões); a entidade, responsável pela organização do primeiro Grand Prix paulista, enviou uma contraproposta.
No dia seguinte, os jornais davam como certo que Hellé não iria a São Paulo, mas ela acabou confirmando no dia posterior.

Sua chegada, em 2 de julho, foi um grande acontecimento e anunciada como 
“mais uma valiosa aquisição das muitas que têm feito os dirigentes do Automóvel Clube” pois “com sua possante Alfa Romeo Hellé Nice poderá mostrar, novamente, as grandes qualidades que possui: habilidade e coragem.”
Uma grande multidão acorreu para acompanhar o desembarque da estrela automobilística na estação ferroviária Norte, dentre os quais o também piloto Marinoni Nascimento Júnior; no meio da multidão que a cercava, dizendo-se fatigada por não falar mais, Hellé declarou: “Estou encantada! O Brasil é maravilhoso!”

Além de Nice e dos pilotos italianos e brasileiros, disputariam o certame pilotos argentinos e italianos, estes últimos vindos do Rio, dos quais o principal era Carlo Maria Pintacuda; no total, vinte inscrições foram consideradas válidas pelos organizadores. A 9 de julho, Nice deu uma entrevista em que declarou: 
"Estou encantada com a terra brasileira. Fiquei ainda mais radiante ao chegar à capital bandeirante, tendo recebido as maiores gentilezas" e, falando sobre a corrida, declarou: "A pista é ótima, nada ficando a dever às melhores do mundo. Já por diversas vezes estive no Jardim América, tendo percorrido em companhia de alguns concorrentes ao Grande Prêmio 'Cidade de São Paulo' todo o seu trajeto. Não espero vencer, porém hei de fazer o possível para conseguir completar o percurso. Estou animadíssima. E dizem que a vontade é a força dominadora. Se de fato é verdade, também, que é meia vitória quando se tem em mente o desejo de vencer."

### A "corrida da morte": show de pilotagem e acidente
De acordo com um sorteio prévio, Nice ficou na terceira fila para a largada (cada fila com quatro pilotos), no canto direito; o primeiro treino oficial ocorreu na sexta-feira, dia 10 de julho, num evento que contou com a presença do prefeito da cidade, Fábio Prado, mas foi Hellé quem entusiasmou o público de tal forma que muitos iriam à corrida apenas para vê-la em seu Alfa Romeo azul.
Às 9 horas e 35 minutos do dia 12 de julho de 1936, o prefeito Prado agitou a bandeira simbólica e deu início à corrida e, na primeira volta, Francisco Landi assumiu a ponta, tendo Coppoli em segundo e Hellé em terceiro (Landi perdeu logo várias posições, ao quase chocar contra os boxes, tendo de frear).

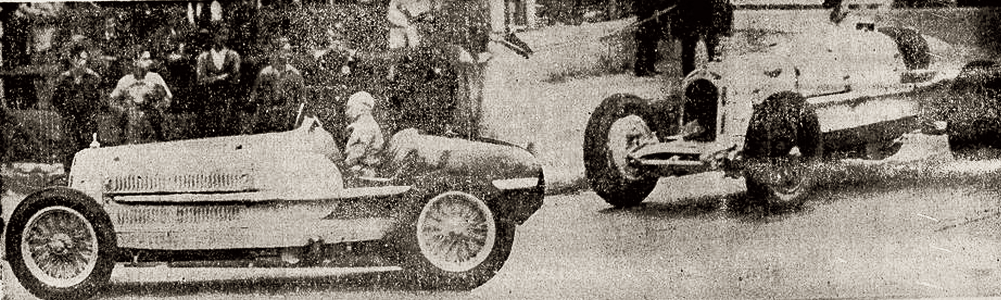
Momento da prova: Nice sendo perseguida por Teffé.

As posições foram se alterando ao longo da corrida e Nice, com seu carro azul número 34, avançava firme, sendo aplaudida pelo público a cada passagem diante da tribuna oficial; e, próximo ao final da corrida, ela ocupava o quarto lugar, com quase meia volta atrás do terceiro, Manuel de Teffé, enquanto Marinoni, na primeira colocação, lutava contra Pintacuda.
Desde a 50ª volta que os alto-falantes emitiam avisos para que o público, afoito, não entrasse na pista - isolada com fardos de alfafa mas com muitos pontos em aberto - onde os carros a cem quilômetros por hora "voavam"; a situação era vigiada por agentes com cassetetes, mas ainda assim era de difícil controle.
Nice vinha se aproximando cada vez mais de Teffé, empolgando a assistência com a disputa acirrada que protagonizavam (ela chegou a cravar o tempo de 2'16'' nesta perseguição, o segundo melhor da prova); Pintacuda assumira a ponta e terminava a 60ª e última volta como primeiro, seguido de perto pelo conterrâneo Marinoni e, a um sinal da direção de prova, não pararam, e continuaram em uma volta da vitória.
Manuel fez a curva da rua Atlântica para entrar na avenida Brasil, onde estava a chegada, e Hellé encurtara a distância para meros sete metros - o que deixou o público alucinado com a disputa: ela dava tudo para ultrapassar o carro amarelo número 8 do concorrente e, na altura de onde estava a tribuna de honra e a imprensa, algo aconteceu: um estouro foi ouvido e seu carro a lançou para longe e deu cambalhotas, desgovernado: a corredora caiu ao chão, após cruzar a linha em quarto lugar, num tempo de 2 h, 32' e 02''.

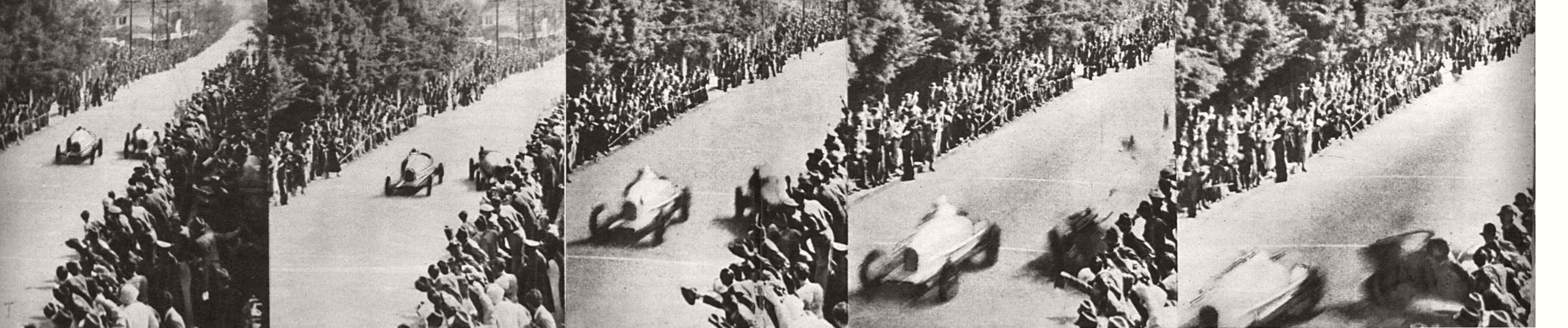
A disputa entre Nice e Teffé, com o acidente.

Várias versões passaram a ser ouvidas como as causas do acidente; Manuel de Teffé culpou o público que, invadindo a pista, o forçara a reduzir a velocidade para não atropelar ninguém e, com isto, deve ter atrapalhado a outra "barata" que vinha atrás e não sabia ele de quem era; o secretário de segurança pública do estado, Leite de Barros, declarou que procederia a um inquérito rigoroso para apurar a causa do acidente. Dentre as versões que surgiram, havia a de que ela fora imprudente ao tentar a ultrapassagem em uma pista que se tornara por demais estreita; outros, que um militar tentara atravessar a pista e sua perna desestabilizara o veículo; outra, que um dos fardos de alfafa fora involuntariamente jogado à pista pelo público e o arame que o prendia teria se enroscado na roda, fazendo o carro bater no meio-fio e saltar descontroladamente e atingir os assistentes.

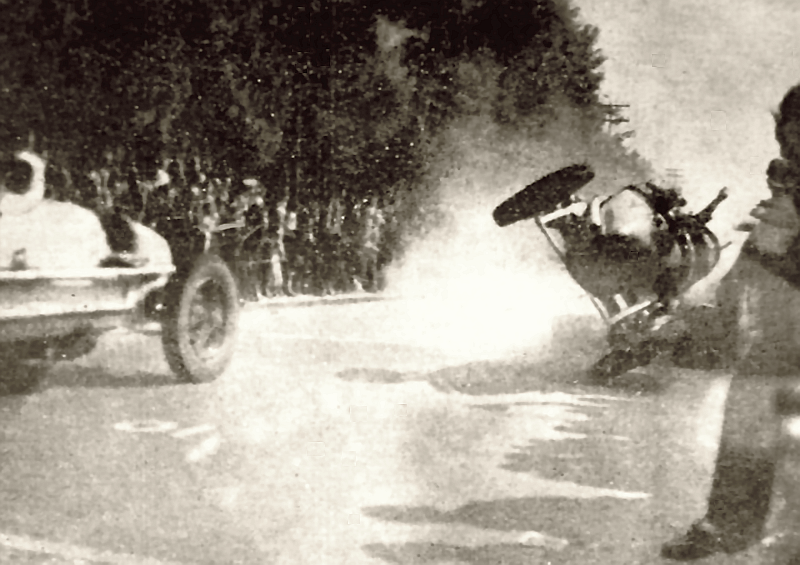
O carro já desgovernado.

O acidente matou quatro soldados que atuavam tentando conter o público (um, que tivera a perna amputada, morreu no local e os demais, feridos gravemente, no hospital), e teve ainda dezessete feridos graves e vinte e cinco leves. Outros dois feridos graves vieram a morrer depois, elevando para seis as vítimas fatais. O primeiro GP paulista passou a ser conhecido como a "corrida da morte".
A versão final foi de que o acidente fora inevitável: um fardo de feno havia caído na pista e um policial, que tentara pegá-lo, entrou na sua frente e, ao tentar desviar-se dele, ela bateu contra o público e, jogada para o alto, teve a queda amortecida pelo corpo de um militar, o que evitou maiores ferimentos. Sua resistência a tornou ainda mais popular no Brasil.

### No hospital

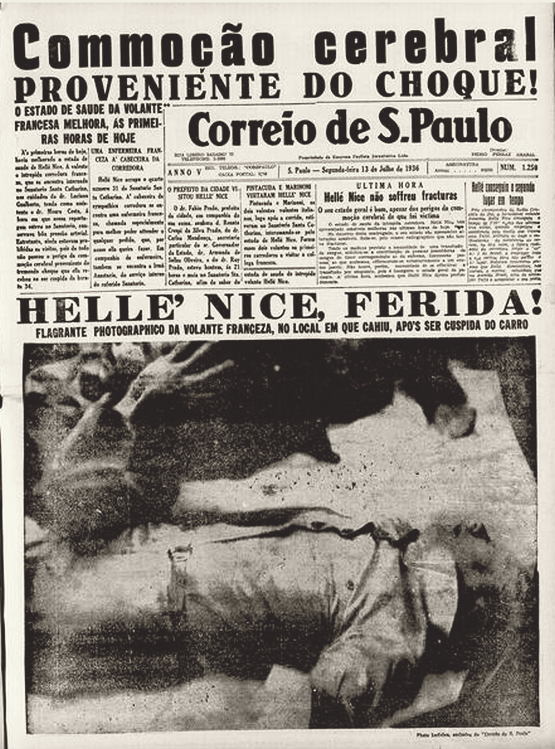
Capa de "Correio de S. Paulo" mostrando a tragédia.

A corredora foi levada ao Sanatório Santa Catarina, onde foi feita uma radiografia que constatou que ela não sofrera nenhuma fratura; foi providenciada uma enfermeira francesa para acompanhá-la no quarto 31, onde ficou sob assistência constante; apesar de proibidas as visitas, diversas autoridades e pilotos foram até lá prestar solidariedade, num evento que comoveu toda a cidade por sua trágica extensão.
No dia 13 de julho, Nice acordou; visitada por um repórter, respondeu como se sentia em italiano: "Que dor de cabeça!"; segundo fontes do hospital, ela pensava que a corrida ainda não tinha se realizado. Devido ao grande número de pessoas que acorreram ao hospital durante sua internação, foi necessário o deslocamento de destacamento policial para guarnecer o edifício. No dia 14 constatou-se grande melhora, embora ela ainda se queixasse de muitas dores, e pronunciasse frases desconexas.
Com o fim de arrecadar fundos para amparar as vítimas do acidente, foi criado o Troféu Hellé Nice de futebol amador, com início em 19 de julho daquele ano, e cuja renda seria revertida em benefício dos afetados pela tragédia.

### A versão de Nice

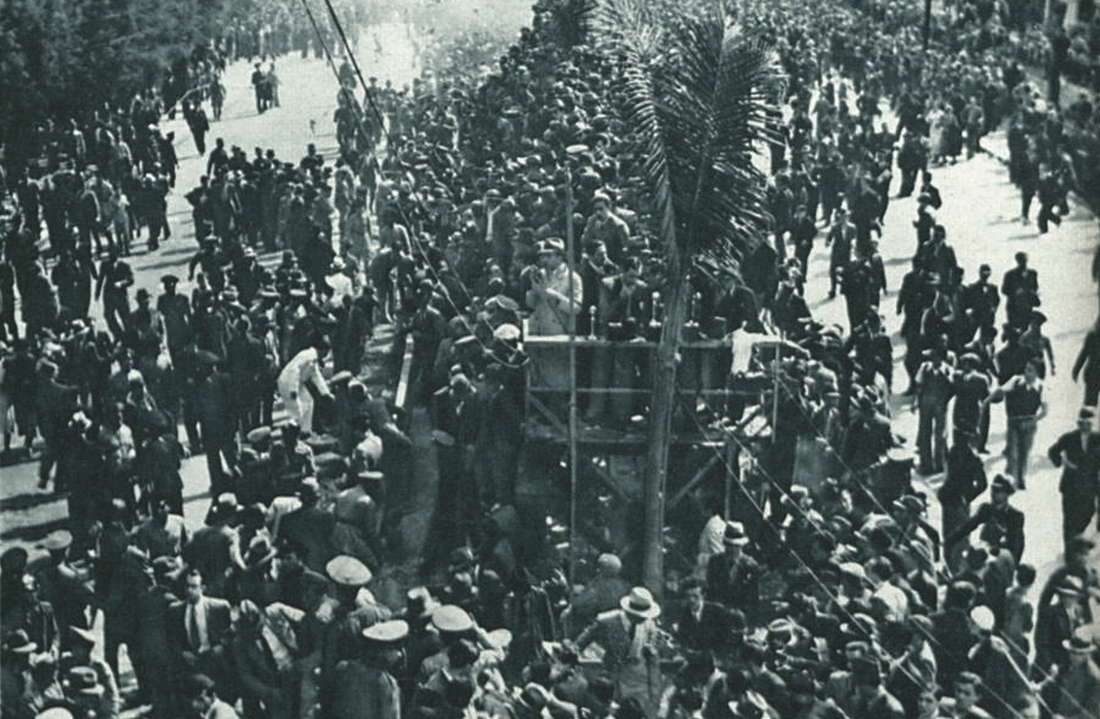
Multidão invade o local, após o acidente.

Ela retornou à França em setembro daquele ano. Ali, no jornal L'Intransigeant ela publicou uma coluna intitulada «Le cauchemar que j'ai vécu» ("O pesadelo que vivi", em livre tradução) onde dizia:
“Fiquei em coma o suficiente para ter esquecido tudo. Até esqueci que tinha participado dessa corrida... As poucas lembranças que vou tentar contar, são de amigos que presenciaram esse terrível acidente. [...] a proteção do público foi, diga-se, insignificante, e tanto mais ineficaz quando os brasileiros, para encorajar Teffé, seu grande campeão, não hesitaram em invadir as partes baixas do circuito para melhor se manifestarem. […] Perdi o segundo lugar porque meu motor estava superaquecendo, devido ao fato de meu radiador estar obstruído pelos fragmentos dos fardos que sinalizavam a marcha dos pilotos. Esses fardos, eu especifico, foram jogados de forma negligente na pista pelos fiscais encarregados do check-in. Depois de colocar a água de volta no radiador, parti em busca de Teffé. Na penúltima volta, eu estava prestes a ultrapassá-lo novamente quando ele teve a infeliz ideia de desviar para trás no lado esquerdo da pista, o que iria me empurrar irremediavelmente em direção aos espectadores... E o acidente aconteceu.»

## Recomeço

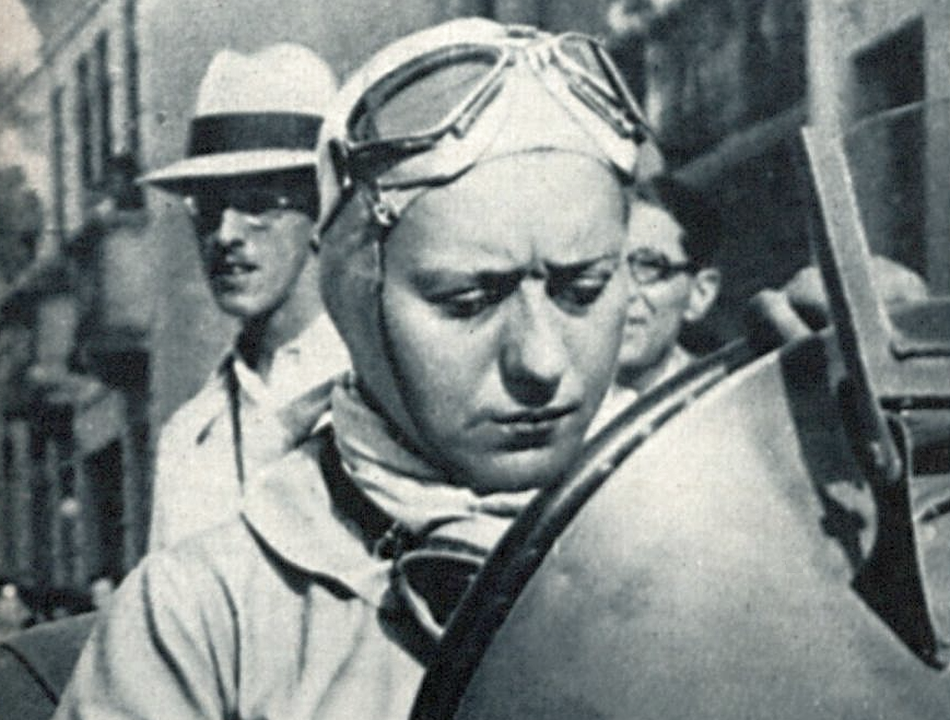
A corredora antes da largada em São Paulo, 1936.

Com o prêmio recebido do governo brasileiro ela ainda viveu algum tempo junto ao seu amante muito mais novo Arnaldo Binelli mas, assim que o dinheiro acabou, ele a trocou por outra mulher.
No ano seguinte, Hellé Nice tentou retornar às grandes competições, buscando inscrever-se para a Mille Miglia e o Grande Prêmio de Trípoli; contudo, sem os fundos necessários, voltou a disputar provas femininas. No âmbito feminino bateu dez recordes para mulheres, e outros quinze internacionais.
Com a II Guerra Mundial as corridas foram suspensas e Hellé mudou-se com Arnaldo para Paris, indo por vezes passar temporadas em sua casa de Nice, na Riviera Francesa, assim permanecendo até o final da guerra.

## Pós-guerra: o fim da carreira

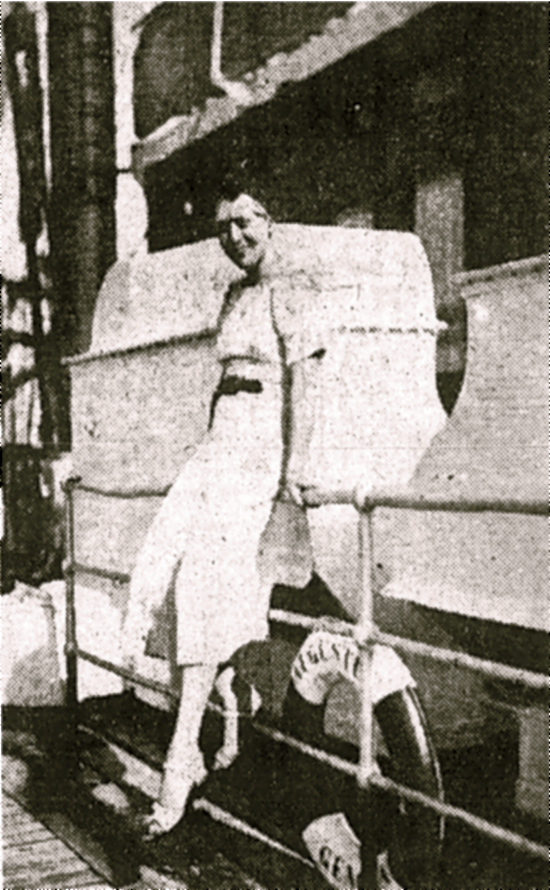
Nice a bordo do Augustus, vindo ao Brasil.

Embora a maioria dos homens que competiam tenha aceitado a presença de Nice entre eles, o mesmo não ocorreu com o monegasco Louis Chiron que, bastante ressentido, muito provavelmente por ter sido um dos raros pilotos que tenha sido rejeitado pela Nice, veio a se tornar o motivo de sua derrota final e posterior esquecimento.
Antes do início da corrida de Monte Carlo de 1949, para a qual Hellé havia se classificado junto a uma co-piloto chamada Anne Itier, em sua primeira corrida após o conflito mundial, durante uma festa para os competidores Chiron gritou para todos que ela havia sido uma "colaboradora" dos nazistas que tinham ocupado a França, e uma traidora deveria ser impedida de participar da corrida.
Esta simples afirmação era ruinosa, como fora a tantos na época; mesmo ainda competindo no prêmio monegasco, isto selou o fim de sua carreira. A acusação de Chiron teve grande efeito sobre a opinião pública, e Hellé viu-se abandonada pelos amigos e companheiros de corridas, e perdeu todos os patrocínios e contratos de propaganda, mesmo não havendo qualquer prova de que estivera a serviço da Gestapo. Instado a retratar-se, Chiron simplesmente preferiu não responder; uma hipótese seria a de que ele a tinha confundido com outra piloto, Violette Morris - esta sim colaboracionista.
Arnaldo Binelli, que já vinha tendo casos com outras mulheres, disse que precisava de um empréstimo para montar um negócio e ela, então, deu-lhe as economias que restavam; o resultado foi o esperado, ele a abandonou, ainda mais pobre.

## Últimos anos

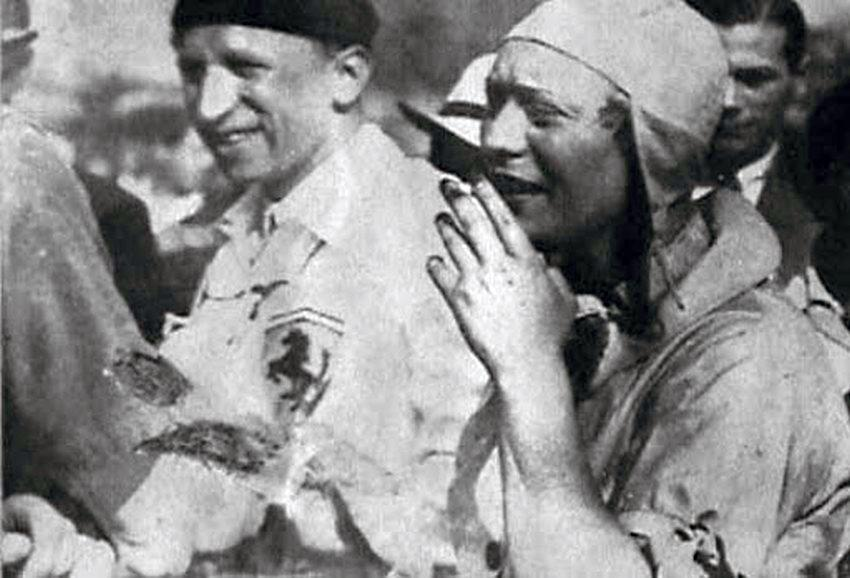
Nice, fumando antes de correr: ela foi garota-propaganda da marca Lucky Brand.

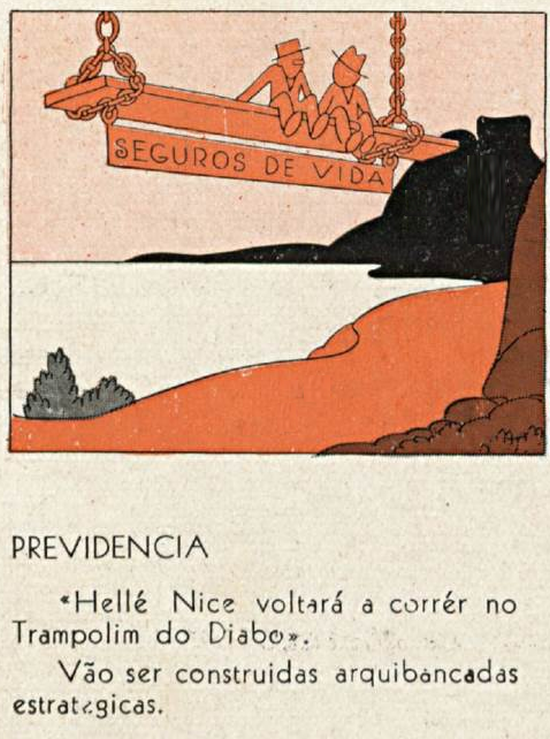
Caricatura de Félix na Careta ironiza a volta de Nice às corridas, em 1937.

Ela teve uma intensa vida amorosa que incluiu de nobres e milionários a jovens mecânicos, e ao menos três dos pilotos com quem teve relacionamento morreram em acidentes, numa lista tão longa quanto a das corridas em que participou ao longo da carreira; todos eles, contudo, se esqueceram dela. De garota-propaganda de marcas famosas como os cigarros Lucky Brand e da petrolífera Esso, passou a uma vida de penúria e obscuridade.
Pobre e sem dentes, morava em Nice, num apartamento infestado de ratos. Usava um nome falso e tinha como único luxo um casaco de pele de leopardo esgarçado; guardava ainda alguns troféus e recortes amarelados de jornais falando de suas proezas. Durante os últimos 25 anos de sua vida foi evitada por sua irmã Solange, e sobrevivia graças a uma instituição de caridade parisiense devotada às velhas estrelas de espetáculos necessitadas ("La Roue Tourne"); parecia uma caricatura de si mesma, lembrando velhos sucessos e reclamando do amante infiel a quem chamava ironicamente de "Senhor Três Minutos".
Quando morreu, em 1984, teve um funeral pago pela caridade, e por insulto final sua irmã negou-se a permitir que fosse sepultada no jazigo da família.
Parecia ter sido completamente esquecida até que, em 2001, uma escritora, Miranda Seymour, seguiu uma antiga notícia e encontrou com a irmã Solange os recortes e lembranças de Hellé Nice, com um rico acervo fotográfico, base para uma biografia que publicou. A irmã Solange parecia não compreender a importância de Hellé para alguém se interessar por ela quase vinte anos depois de ter morrido: "francamente, não acredito que ela jamais pensou em outra coisa além de sexo e em aparecer", declarou então; "a fama parece ser passageira, a inveja não", conclui Liesl Schillinger, na resenha que fez sobre a obra de Saymor.

Ela simplesmente havia conseguido participar de dezenas de competições em vários continentes, e marcou oito recordes mundiais, competindo contra homens e mulheres; a biógrafa ressalta: 
"Sua reputação nunca se recuperou, seus ex-amantes a abandonaram, e ela foi reduzida à venda de bilhetes para uma instituição de caridade que fazia matinês de cinema à beira-mar. Ela morreu na obscuridade completa; o nome dela nem sequer aparece na lápide da família."

## Post-mortem: reconhecimento

Miranda Seymour, biógrafa, na inauguração do marco para Hellé Nice (2010).

A biógrafa da corredora, Miranda Seymour, teve uma grande dificuldade para localizar onde Hellé Nice havia sido enterrada: havia na França quatro vilas chamadas Sainte-Mesme e, quando finalmente conseguiu localizar, ficara chocada com o fato de não haver qualquer identificação de quem estava ali sepultado; em seu livro ela exortava que esta situação fosse alterada.
A norte-americana Sheryl Greene, então, motivada pela obra de Seymour, criou em 2008 a Hellé Nice Foundation que, junto aos parentes remanescentes da piloto e vários outros simpatizantes, procurou arrecadar fundos e confeccionar uma lápide que lembrasse a corredora e sua importância histórica - e encontraram uma grande dificuldade no país: a obra de Seymour não tivera edição francesa, e seus compatriotas e familiares não percebiam a grandiosidade de seu nome.
Após meses de esforços, finalmente, com o apoio do Mullin Automobile Museum, do American Bugatti Club, de entusiastas da Alfa Romeo e das corridas, e de artistas que doaram obras para leilão, entre outros, em 4 de setembro de 2010 uma cerimônia celebrou a instalação de um marco na sepultura de Nice, com presença de membros da família Delangle: a memória de Hellé Nice estava a ser preservada.